# Patrick Ball (herec)
Patrick Marron Ball (* 10. listopadu 1989 Summerfield, Severní Karolína, USA) je americký herec, známý především svou rolí doktora Franka Langdona v lékařském dramatickém seriálu Urgent, který měl premiéru v roce 2025 na streamovací platformě Max.

## Život a kariéra
Ball vyrůstal v Summerfieldu v Severní Karolíně. Oba jeho rodiče pracovali na lékařské pohotovosti, otec byl záchranář a matka pohotovostní sestra. Navštěvoval Northwest Guilford High School v Greensboro. V roce 2022 získal magisterský titul z herectví na David Geffen School of Drama při Yaleově univerzitě a v roce 2023 bakalářský titul v oboru výtvarného a múzického umění (BFA) na Severokarolínské univerzitě v Greensboro.

### Divadlo
Během studií se Ball aktivně věnoval divadelnímu herectví. Řadu představení odehrál v Triad Stage v Greensboro: například ve hře Tennessee Williamse Kočka na rozpálené plechové střeše (Cat on a Hot Tin Roof, 2015), v premiérové inscenaci Prestona Lanea Passion of Teresa Rae King (2018), The Illusion či v Hitchcockově Vraždě na objednávku (Dial M for Murder), ještě předtím také v Fashionistas: A Narcissistic Love Story nebo Winnie-the-Pooh.
V roce 2015 ztvárnil Laurence ve hře Conora McPhersona Shinig City v Barrington Stage Company. V roce 2016 hrál Ethana v inscenaci Laury Eason Sex with Strangers v Theatre Aspen. V roce 2017 účinkoval v inscenacích Harolda Pintera Přehlídka (The Collection) a Milenec (The Lover) v Shakespeare Theatre Company. Téhož roku ztvárnil roli Chrise Kellera v dramatu Arthura Millera Všichni moji synové (All My Sons) v Repertory Theatre of St. Louis.
V roce 2019 vystupoval v inscenaci Red Speedo od Lucase Hnatha v Yale Cabaret, kde ztvárnil jednu z hlavních rolí. Ve stejném roce se objevil v inscenaci We Are Proud to Present a Presentation About the Herero of Namibia... od Jackie Sibblies Drury, rovněž v Yale Cabaret. V roce 2020, poznamenaném pandemií covidu-19, nastudoval roli Toma ve virtuálně vysílaném představení Tanika Gupta’s Doll’s House, což byla adaptace Ibenova Domečku pro panenky. Počátkem téhož roku v Yale Cabaret účinkoval ve sci-fi inscenaci Elon Musk and the Plan to Blow Up Mars.
V roce 2023 ztvárnil postavu Petea v inscenaci The XIXth (The Nineteenth) v The Old Globe Theatre. Na konec května 2025 byla ohlášena premiéra inscenace Shakespearova Hamleta v režii Roberta O'Hary v Mark Taper Forum v Los Angeles, kde byla Patricku Ballovi svěřena titulní role prince Hamleta.

### Televize
V televizní produkci debutoval Ball v roce 2023 epizodní rolí v seriálu Zákon a pořádek. Od roku 2024 začal ztvárňovat doktora Franka Langdona v seriálu Urgent (The Pitt, 2025), sledujícím osudy lékařského týmu v pittsburské nemocnici. Jeho výkon byl kritikou kladně přijat a přinesl mu širší uznání.

### Osobní život
Od října 2023 je ve vztahu s herečkou Elysiou Roorbach.

## Filmografie (výběr)

### Televize
- Zákon a pořádek (Law & Order, 2023) – Jason Wheeler (epizodní role v 12. dílu 22. řady „Almost Famous“[35])
- Urgent (The Pitt, 2025–současnost) – Dr. Frank Langdon